# Oskar Pfister

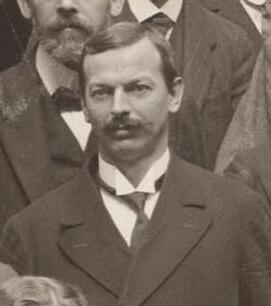
Oskar Pfister (1911)

Oskar Robert Pfister (* 23. Februar 1873 in Wiedikon; † 6. August 1956 in Zürich; heimatberechtigt in Zürich) war ein Schweizer reformierter Pfarrer und Psychologe.

## Leben
Oskar Pfister war der Sohn des reformierten Pfarrers Johannes Pfister (1838–1876) und der Klavierlehrerin Luise, geb. Pfenninger (1843–1918), und kam in Zürich-Wiedikon als jüngster von vier Brüdern zur Welt. Nach dem Tod des Vaters im März 1876 übersiedelte die Mutter, die aus einer pietistischen Familie stammte, in die Herrnhuter Brüdergemeine Königsfeld im badischen Schwarzwald. Oskar studierte Evangelische Theologie, Philosophie und Psychologie an den Universitäten Basel, Zürich und Berlin. 1898 wurde er an der Philosophischen Fakultät der Universität Zürich über die Religionsphilosophie Alois Emanuel Biedermanns promoviert. Im selben Jahr heiratete er Erika Wunderly (1872–1929), die 1899 den gemeinsamen Sohn Oskar zur Welt brachte.
Von 1897 bis 1920 war er Pfarrer in Wald. 1920 übernahm er eine Pfarrstelle in Zürich, die er bis 1939 innehatte. Pfister unterhielt Beziehungen zu den religiösen Sozialisten von Leonhard Ragaz. Zwischen 1909 und 1939 korrespondierte er regelmässig mit Sigmund Freud über Theologie und Psychoanalyse. Er war einer der Pioniere der Psychoanalyse in der Schweiz und gehörte zum Kreis der Zürcher Schule der Psychoanalyse um Eugen Bleuler und Carl Gustav Jung. 1919 war er Mitgründer der Schweizerischen Gesellschaft für Psychoanalyse. Er verfasste die erste theologische Würdigung der Psychologie Sigmund Freuds, insbesondere des Buches Die Zukunft einer Illusion. 1929 starb seine Frau. 1930 heiratete er Martha Zuppinger-Urner, eine 1898 geborene, verwitwete Cousine, die zwei Kinder in die Ehe mitbrachte. 
1934 wurde er mit einem Ehrendoktorat der Universität Genf ausgezeichnet.
Ab 1939 bis zu seinem Tod lebte er in Zürich-Witikon.

## Nachwirken
Zum Andenken an Oskar Pfister vergibt die American Psychiatric Association zusammen mit der Association of Professional Chaplains und der Harding Foundation seit 1983 den «Oskar Pfister Award» für aussergewöhnliche interdisziplinäre Beiträge über Religion und Psychiatrie. Zu den Preisträgern gehören u. a.: Jerome D. Frank, Victor Frankl, Hans Küng, Oliver Sacks, James W. Fowler, Ana-Maria Rizzuto, Allen E. Bergin und Irvin D. Yalom.

## Schriften (Auswahl)
- Das Christentum und die Angst: Eine religionspsychologische, historische und religionshygienische Untersuchung. Zürich, Artemis 1944
- Die psychoanalytische Methode. Eine erfahrungswissenschaftliche-systematische Darstellung. Leipzig. Julius Klinkhardt, 1924. Mit einem Geleitwort von Prof. Dr. S. Freud. 3. stark umgearbeitete Auflage. Pädagogium Band 1. Hrsg. von Prof. Dr. Aloys Fischer und Dr. Alberth Huth.
- Die Willensfreiheit: Eine Kritisch-Systematische Untersuchung. Berlin, Boston: De Gruyter, 1904.